# 2017年羅馬尼亞反貪污示威
2017年羅馬尼亞反貪污示威為索林·葛林多努宣誓就職羅馬尼亞總理後，司法部提出赦免部分犯罪及修改羅馬尼亞刑法（主要涉及濫權部分）後，所引發的大規模示威。
儘管受到現任國家自由黨羅馬尼亞總統克勞斯·約翰尼斯、司法部門及公眾的反對，新任社會民主黨政府仍秘密地於2017年1月31日通過羅馬尼亞刑法及刑事訴訟法的修正案。反對者認為該修正案將合法化政府貪汙，並使數百名現任或前任政治人物免于刑事調查及處罰，於修正案通過當晚，即有超過25,000民眾參與示威，隔日全國則有超過30萬人參與示威，是為1989年羅馬尼亞革命以來羅馬尼亞最大規模的示威，抗議群眾數量於2月5日達到高峰，據Digi 24估計全國示威人數達60萬人。